# Heliconius nanna
Heliconius nanna is een vlinder uit de familie Nymphalidae. De wetenschappelijke naam van de soort is voor het eerst geldig gepubliceerd in 1899 door Hans Ferdinand Emil Julius Stichel.